# تفلق إفريقي
مرعة أفريقية (الاسم العلمي: Rallus caerulescens) (بالإنجليزية: African Water Rail)‏ هي نوع من الطيور تتبع جنس المرعة من فصيلة المرعات.